# Alexander von Dorn
Alexander Dorn Ritter von Marwalt (* 9. Februar 1838 in Wiener Neustadt; † 1. Januar 1919 in Wien) war ein österreichischer Volkswirt, Publizist und Lokalpolitiker.

## Leben
Alexander Dorn besuchte zunächst das Wiener Schottengymnasium. Mit 20 Jahren bekam er eine Anstellung in der k.k. Staatsverwaltung. Im darauffolgenden Jahr nahm er als Lieutenant freiwillig am Feldzug nach Italien teil. Anlässlich einer Ausstellung 1863 in Konstantinopel betraute ihn das Handelsministerium mit der offiziellen Berichterstattung; neben seinen Berichten an die österreichische Regierung veröffentlichte Dorn 1864 seine persönlichen Eindrücke unter dem Titel „Die nationale Ausstellung in Konstantinopel 1863“.
Bis 1868 war Dorn im k.k. Handelsministerium angestellt. Anschließend übernahm er die Redaktion des volkswirtschaftlichen Teils des Pester Lloyd und 1872 die Redaktion der Triester Zeitung, in welcher er die österreichischen Handelsinteressen vertrat und den österreichischen Verfassungsgedanken in liberalster Richtung verteidigte.
Anlässlich der Eröffnung der österreichischen Ausstellung in Triest wurde von Separatisten ein Bombenattentat verübt. Dorn wurde dabei schwer verwundet und fast für ein Jahr ans Krankenlager gefesselt.
Seit Ende 1883 lebte er in Wien als Eigentümer und Herausgeber der „Volkswirtschaftlichen Wochenschrift“, in welchem Fachblatt er für die Prinzipien des Freihandels und der Eigenverantwortung gegenüber den schutzzöllnerischen und staatssozialistischen Strömungen eintritt. Auf dem Kongress deutscher Volkswirte, dessen ständiger Deputation er seit 1868 angehört, brachte Dorn besonders die gemeinschaftlichen Interessen Österreichs und des Deutschen Reichs mit Entschiedenheit zur Geltung.

## Familie
Stammvater des Adelsgeschlecht ist Franz Dorn, 1800 herrschaftlicher Kammerdiener in Wien. Dessen Sohn Josef Dorn (* 1800, † 3. Januar 1880 in Laibach) war k. k. Oberfinanzrat und wurde am 31. Oktober 1869 zum österreichischen Ritterstand „von Marwalt“ erhoben. Sein Sohn Alexander stammt aus der Ehe mit Marie Dorn von Marwalt, geb. Walter. Er war seit 1876 verheiratet mit der Schriftstellerin Paula Dorn von Marwalt (* 15. Juni 1842 in Arad, geb. Hertschka), die auch unter dem Pseudonym Paul Andor schrieb, was später der Schauspieler Wolfgang Zilzer wieder verwendete.

## Werke (Auswahl)
- Aufgaben der Eisenbahnpolitik, Berlin 1874
- Kriegsmarine und Volkswirtschaft, Wien 1884
- Pflege und Förderung des gewerblichen Fortschritts durch die Regierung in Württemberg, Wien 1868
- Zur Exportfrage, Wien 1864
- (mit Josef von Lehnert u. a.): Die Seehäfen des Weltverkehrs. 2 Bände Dorn, Wien 1891/1892
  - Band 1. Häfen Europas sowie der asiatischen und afrikanischen Küsten des Mittelmeerbeckens. Dorn, Wien 1891 (Digitalisat und Volltext im Deutschen Textarchiv).
  - Band 2. Häfen ausserhalb Europas und des Mittelmeerbeckens. Dorn, Wien 1891 (Digitalisat und Volltext im Deutschen Textarchiv).